# Sedastrum
Sedastrum là một chi thực vật có hoa trong họ Crassulaceae.